# Rob Wiffin
Robert (Rob) Wiffin (O.B.E.) is een Brits componist, muziekpedagoog, dirigent en trombonist.

## Levensloop
Wiffin begon zijn muzikale carrière als trombonist in de brassbands van het Leger des Heils en was later eveneens trombonist in het National Youth Orchestra of Great Britain. Hij studeerde aan het Royal College of Music te Londen. Toen hij afstudeerde werd hij als lid van de Royal Air Force Music Services 1e trombonist in de Central Band of H.M. Royal Air Force. In 1982 werd hij kapelmeester van de Band of the RAF Regiment. In 1985 werd hij dirigent van de Western Band of the Royal Air Force te RAF Locking, in de buurt van Weston-super-Mare. Later werd hij benoemd tot dirigent van de Central Band of H.M. Royal Air Force. In 1998 werd hij benoemd tot 1e directeur van de muziek van de Royal Air Force. 
Nadat hij als chef-dirigent van de Central Band of H.M. Royal Air Force werd hij in 2007 tot professor in HaFa-diriectie aan de Royal Military School of Music "Kneller Hall" in Twickenham benoemd. 
In 2002 werd hij benoemd tot Officier in de Orde van het Britse Rijk (OBE) voor zijn muzikale verdiensten in de Royal Air Force.
Naast zijn werkzaamheden bij de Royal Air Force heeft hij naam gemaakt als dirigent van orkesten, harmonieorkesten (Buckinghamshire Symphonic Wind Ensemble; Aylesbury Community Concert Band) en bij de Britse brassbands (Sunlife Band, Bristol; South West Trains Woodfalls Band, Woodfalls bij New Forest; Redbridge Brass; Parc & Dare Band). 
Als componist heeft hij naam gemaakt door zijn werken voor harmonieorkesten en brassbands. Hij is eveneens een veelgevraagd jurylid bij concoursen en wedstrijden.

## Composities

### Werken voor harmonieorkest en brassband
- Blue Jeans, voor trombone solo en brassband
- Bones in the Store, voor trombone, tuba en harmonieorkest
- Chalumeau, voor klarinet solo en harmonieorkest
- Chase the Sun, voor harmonieorkest
- Dance Away, voor harmonieorkest
- Dancing and Drumming, voor brassband
- Dancing 'round the Nursery, voor harmonieorkest
- Evening Hymn and Sunset, voor brassband
- Gypsy Dance (Baile de Gitano), voor harmonieorkest
- Here's A Health - Concert prelude, voor harmonieorkest
- Homage Fanfare, voor harmonieorkest
- Jerusalem, voor harmonieorkest
- Keep The Home Fires Burning, voor harmonieorkest
- La Fille Aux Cheveux De Lin, voor klarinet en harmonieorkest
- Leading Edge, voor harmonieorkest
- Pastime With Good Company, voor harmonieorkest
- Pavan: Sicut Aquilae, voor harmonieorkest
- She Moved Through The Fair, voor sopraansaxofoon solo en harmonieorkest
- Shining Sword, fanfare voor harmonieorkest
- Shout!, voor trombone en brassband
- Songs of World War II, voor harmonieorkest
- St. Clement's Prelude, voor harmonieorkest
- The Sands of Time, voor klarinettenkoor
  1. Shifting Sands
  2. Serenade
  3. The Dancing Lady
- The White Russian, voor harmonieorkest
- Tiptoe Tune, voor harmonieorkest

### Kamermuziek
- Blue Jeans, voor trombone en piano